# Almunia de San Juan
Almunia de San Juan är en kommun i Spanien.   Den ligger i provinsen Provincia de Huesca och regionen Aragonien, i den nordöstra delen av landet, 400 km nordost om huvudstaden Madrid. Antalet invånare är 664. Arean är 35 kvadratkilometer. Almunia de San Juan gränsar till Castejón del Puente, Fonz och San Esteban de Litera. 
Terrängen i Almunia de San Juan är huvudsakligen lite kuperad.